# سوتيرو لوريل
سوتيرو لوريل (بالإنجليزية: Sotero Laurel) (و. 1918 – 2009 م) هو سياسي، ومحامي، وبروفيسور (أستاذ جامعي) من الفلبين.

## التعليم
تعلم في كلية هارفارد للحقوق.